# ماریانو کاستیلو
ماریانو کاستیلو (اسپانیایی: Mariano Castillo‎; ۲۵ دسامبر ۱۹۰۵ – ۲۳ سپتامبر ۱۹۷۰) شطرنج‌باز اهل شیلی بود. 
او نه بار برندهٔ مسابقات قهرمانی شطرنج شیلی (۱۹۲۴، ۱۹۲۶، ۱۹۲۷، ۱۹۲۹، ۱۹۳۴، ۱۹۴۰، ۱۹۴۷، ۱۹۴۹، و ۱۹۵۳ میلادی) شد.
او دو بار به نمایندگی از شیلی در المپیاد شطرنج شرکت کرد:
- در  هشتمین المپیاد شطرنج در بوئنوس آیرس ۱۹۳۹ ‎(+۲ –۹ =۴)؛
- در  نهمین المپیاد شطرنج در دوبروونیک ۱۹۵۰ ‎(+۳ –۶ =۶).[۲]